# Lièvre (athlétisme)
Pour les articles homonymes, voir Lièvre (homonymie).

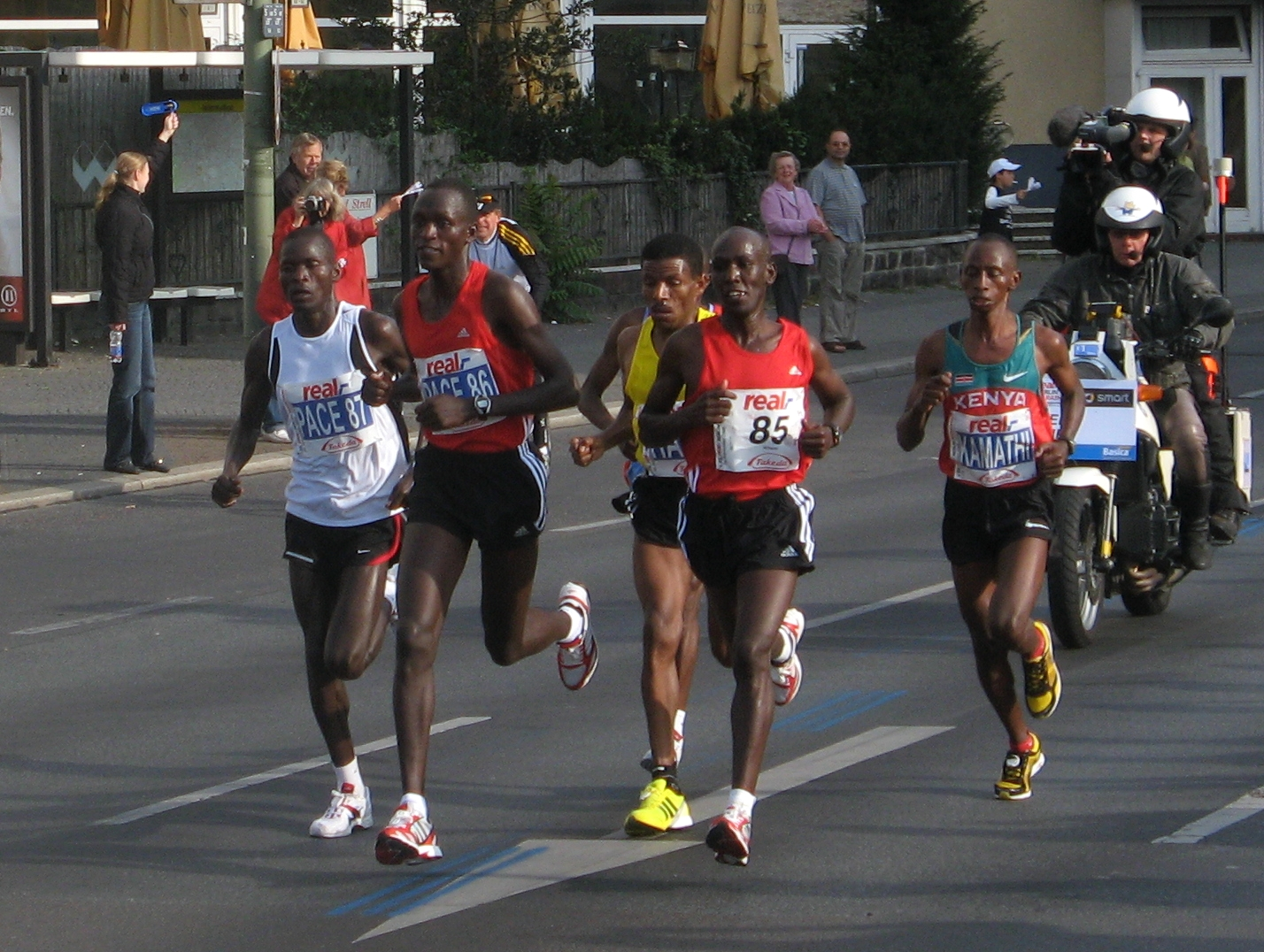
Haile Gebreselassie et Charles Kamathi derrière leurs lièvres au marathon de Berlin 2008. Gebreselassie battra le record du monde.

En athlétisme, un lièvre ou meneur d'allure est un coureur chargé de favoriser la performance d'un autre concurrent en menant la première partie d'une course. Cette pratique s'est généralisée au début des années 1980 au moment de la professionnalisation de la discipline.
Les organisateurs de meetings tout comme les athlètes eux-mêmes font souvent appel à des « lièvres » lors d'épreuves de fond ou de demi-fond. Ces athlètes doivent donner à la course une allure suffisante et respecter des temps de passage définis à l’avance, pour permettre aux champions de battre un record. Dans ce cas, les lièvres bénéficient de primes de performance.
Sur une épreuve comme le marathon, il est demandé aux lièvres de maintenir un rythme jusqu'à une certaine distance (souvent autour du 35e kilomètre), libre à eux de terminer la course à leur convenance. C'est ainsi que le lièvre éthiopien Mohamed Temam a remporté le marathon de Beyrouth en novembre 2010 après avoir emmené le rythme pour son compatriote Aberre Chane, victime d'une défaillance en fin de course.
Les lièvres ont un dossard de couleur différente qui porte l'indication « PACE ». En plus du maintien du rythme, il protège du vent et évite les bousculades aux ravitaillements.

## Histoire
Le premier lièvre connu était Séraphin Martin en 1930 pour Jules Ladoumègue.

## Gains
La rémunération est l'une des raisons qui pousse les coureurs de demi-fond à devenir des lièvres. Elle est souvent importante et par exemple, en 1997, au meeting de Rome, le Kényan William Tanui remporta la somme de 15 000 dollars pour avoir participé au record du monde du mile en tant que lièvre, le Burundais Arthémon Hatungimana empochait quant à lui 1 500 à 2 000 euros par course lorsqu'il fut le lièvre de Hicham El Guerrouj.